# Agromyza rubiginosa
Agromyza rubiginosa este o specie de muște din genul Agromyza, familia Agromyzidae, descrisă de Griffiths în anul 1955. Conform Catalogue of Life specia Agromyza rubiginosa nu are subspecii cunoscute.